# Sovolusky (Chuderov)
Sovolusky (německy Soblitz) je vesnice severovýchodně od Ústí nad Labem, která od roku 1980 spadá pod obecní úřad Chuderov. Ves je zmiňována již roku 1330, kdy její část vlastnil špitál sv. Materny v Ústí nad Labem. V současné době je ve vesnici pět domů obýváno trvale, ostatní objekty slouží jako rekreační. Sovolusky leží v nadmořské výšce 467 metrů nad mořem.

## Historie
První písemná zmínka o vesnici pochází ze 7. září 1330. Listina je uchována v jednom křížovnickém archivu v Praze. Jelikož byla velmi poškozena, byla listina nalepena na plátno. Doslovné znění je otištěno v knize listin města Ústí nad Labem a říká, že jistý Johann von Lungwitz od tehdejšího představeného špitálu sv. Materny, od Mikoláše von Meitzen, převzal ve vesnici Sobolus jeden akr půdy na šest let za roční poplatek patnáct pražských grošů a každý rok na svátek sv. Michala měl odvést daň právě platnému představenému kláštera (špitálu).
Johann von Lungwitz byl v té době již vlastníkem statku v Doběticích, ke kterému náležely vesnice Žežice (Seesitz), Lipová (Spansdorf) a dva dvory v Sovoluskách. Které dva dvory to byly, nelze doposud určit. Dále dva dvory ze Sovolusk náležely do panství hradu Blansko (Blankenstein) a jeden dvůr náležel ke špitálu sv. Materny v Ústí nad Labem. Bylo to hospodářství čp. 4.
Dne 8. května 1413 prodal řádový představený křižovníků Johann v souhlase s celým konventem svůj dvůr s poli a lesem, který ležel mezi poli tohoto dvora, prozíravému Gynrovi, svému osobnímu dědici a právoplatnému následníkovi podle emfiteutického práva, lidově nazývaného purkrabské právo, za sedm kop pražských grošů s podmínkou, že každý rok dá jako poplatek komturovi špitálu sv. Materny v Ústí nad Labem 22 grošů a dvě slepice v den Kristova narození a kopu vajec k velikonočním svátkům. Když jednou jmenovaný kupec svou povinnost v den svátku nesplní nejpozději do osmi dnů, dostane pokutu pět grošů a tato pokuta se bude dalších čtrnáct dní zvyšovat, dokud nebude zaplacena včetně úroků. Tento dvůr musí brát v úvahu, že tato povinnost platit daň spadá vždy na další dědice a pokrevní příbuzné a po smrti všech dědiců přejde dvůr zpět pod špitál.Tato kupní listina byla ještě v roce 1505 neporušena, 16. listopadu byl její obsah potvrzen řádovým velmistrem Matyášem v Praze.
V roce 1568 Johann starší von Lungwitz z Dobětic prodal svůj statek panu Heinrichu z Bünau z Blanska a ještě další dva dvory ze Sovolusk, které doposud patřily pod Dobětice, přešly k panství Blankenstein - Prieznitz. Od té doby dvory poddané panství Blankenstein spadaly územně pod obec Ryjice. Všech obchodů se v té době účastnil rychtář z Ryjic a porotce ze Sovolusk. Po roce 1600 probíhaly obchody a ujednání na rychtě v Žežicích. Po roce 1634 byl jmenován sovolusským rychtářem Hans Platschke (dům čp. 10) a od té doby jsou Sovolusky samostatnou obcí s jedním rychtářem a dvěma porotci.

## Obyvatelstvo
Při sčítání lidu v roce 1921 zde žilo 59 obyvatel (z toho třicet mužů) německé národnosti a římskokatolického vyznání. Podle sčítání lidu z roku 1930 měla vesnice 64 obyvatel: jednoho Čechoslováka a 63 Němců. Kromě jednoho evangelíka se hlásili k římskokatolické církvi.

## Pamětihodnosti
Nad vesnicí se tyčí kopec zvaný Kvašnberg. Na návsi naleznete boží muka, turistickou tabuli a rybníček.
Na návsi Sovolusk stojí boží muka s německým textem. Překlad tohoto textu: Ó pozemšťane, ó poutnice, řekni, kam vede tvá cesta? Uchovej můj obraz ve svém srdci a ve své mysli, a tak každý tvůj krok bude naplněn.
Nad vesnicí byla v roce 1912 postavena vodárna. V roce 2007 byla stavba zrekonstruována.

## Poloha
| název obce               | vzdušnou čarou | po silnici |
| ------------------------ | -------------- | ---------- |
| Chuderov                 | 2,2 km         | 2,7 km     |
| Ryjice                   | 1,4 km         | 4,2 km     |
| Ústí nad Labem (centrum) | 4,7 km         | 6,8 km     |